# Christian Friedrich Freyer
Christian Friedrich Freyer, född den 2 augusti 1794 i Wassertrüdingen i Bayern, död den 11 november 1885 i Augsburg var en tysk entomolog och lepidopterolog.
Freyer var författaren till bildverket Beitrage zur Geschichte europaischer Schmetterlinge mit Abbildungen nach der Natur som kom ut 1829. Hans samlingar finns bevarade vid Senckenberg Museum i Frankfurt.